# Friends (The Beach Boys-album)
A Friends a Beach Boys egyetlen 1968-ban megjelent stúdióalbuma.
A lemez felvételeinek nagy része alatt Mike Love Indiában tanulmányozta a transzcendentális meditációt a Beatles, Donovan és mások társaságában, így az album legtöbb számát Brian Wilson, Carl Wilson, Dennis Wilson, Alan Jardine, és az immár hivatalos tag Bruce Johnston Love nélkül vették fel.
A Friends albumon hallható Dennis Wilson első két saját szerzeménye, a "Little Bird" és a "Be Still". A lemez a Wild Honey-hoz hasonlóan minimalista és egyszerű produkciós megoldásokat alkalmaz, noha jóval lágyabb és harmonikusabb elődjénél, s visszatérnek a zenekar lemezeiről a Pet Sounds óta hiányzó komplex, többszólamú vokálok is. A "kevesebb több" megközelítés alól az egyetlen kivétel a "Diamond Head" című instrumentális dal, melynek felvétele során Brian Wilson visszanyúlt a SMiLE-időszak impresszionista, pszichedelikus hangulatához, és a SMiLE dalaihoz hasonlóan apró szekciókból építette fel a számot.
Wilson egy korabeli interjúban kedvenc Beach Boys-lemezének nevezte a Friends-et: "Ez az album tükrözi legjobban azt, ahogyan élek: nagyon egyszerű, és az aktuális hangulatomtól függetlenül bármikor végig tudom hallgatni. A Pet Sounds nagyon érzelmes lemez, egy bizonyos lelkiállapot szükséges a befogadásához. Messze a Pet Sounds a legjobb lemezem, a kedvencem mégis a Friends." Brian korabeli dalai ("I'd Love Just Once to See You", "I Went to Sleep", "Games Two Can Play", "Be Here in the Mornin'", és főleg a beszédes című "Busy Doin' Nothin'") egy, a külvilágtól fokozatosan visszahúzódó, passzivitásba süppedő személyiséget tükröznek.
Áprilisban Mike Love visszatért Indiából, és sebtében felénekelt két dalt a lemezhez, a gyengéd nyitószám "Meant for You"-t és a nem túl jelentős "Anna Lee, the Healer"-t. A felvételek befejezése után a Beach Boys azonnal turnéra indult, előbb a Strawberry Alarm Clock együttessel, majd Maharisi Mahes jógival, aki a koncertek előtt előadásokat tartott a közönségnek. A zenekar népszerűsége 1968 "forradalmi" nyarára elérte addigi abszolút mélypontját: egy New York-i koncerten összesen 200 fizető néző előtt játszottak.
Az első kizárólag sztereo változatban kiadott Beach Boys-album, a Friends katasztrofálisan gyengén fogyott, a 126. helyig jutott az amerikai albumlistán, noha az Egyesült Királyságban jóval kedvezőbb eladásokat produkált.
A Friends volt az utolsó Beach Boys-album egészen 1976-ig, amelynek dalszerzői és produkciós munkálataiban Brian Wilson aktívan közreműködött; egyes állítások szerint a lemez megjelenése után Wilson átmenetileg ki is lépett az együttesből. Bruce Johnston megerősítette, hogy Brian az 1970-es Sunflower LP kommerciális bukása után végleg otthagyta a zenekart, és az évtized közepéig nem is tért vissza, csupán egy-két számot írt a Beach Boys hetvenes évek első felében kiadott albumaira.

## Az album dalai
1. "Meant for You" (Brian Wilson, Mike Love) – 0:38
  - Szólóvokál: Mike Love
2. "Friends" (Brian Wilson, Carl Wilson, Dennis Wilson, Alan Jardine) – 2:30
  - Szólóvokál: Carl Wilson
3. "Wake the World" (Brian Wilson, Alan Jardine) – 1:28
  - Szólóvokál: Brian Wilson és Carl Wilson
4. "Be Here in the Mornin'" (Brian Wilson, Carl Wilson, Mike Love, Dennis Wilson, Alan Jardine) – 2:16
  - Szólóvokál: Alan Jardine, Brian Wilson és Carl Wilson
5. "When a Man Needs a Woman" (Brian Wilson, Dennis Wilson, Carl Wilson, Alan Jardine, Steve Korthof, Jon Parks) – 2:06
  - Szólóvokál: Brian Wilson
6. "Passing By" (Brian Wilson) – 2:23
  - Szólóvokál: Brian Wilson, Carl Wilson és Alan Jardine
7. "Ana Lee, the Healer" (Brian Wilson, Mike Love) – 1:51
  - Szólóvokál: Mike Love
8. "Little Bird" (Dennis Wilson, Steve Kalinich) – 1:57
  - Szólóvokál: Dennis Wilson és Carl Wilson
9. "Be Still" (Dennis Wilson, Steve Kalinich) – 1:22
  - Szólóvokál: Dennis Wilson
10. "Busy Doin' Nothin'" (Brian Wilson) – 3:04
  - Szólóvokál: Brian Wilson
11. "Diamond Head" (Al Vescovo, Lyle Ritz, Jim Ackley, Brian Wilson) – 3:37
  - Szólóvokál: Carl Wilson
12. "Transcendental Meditation" (Brian Wilson, Mike Love, Alan Jardine) – 1:49
  - Szólóvokál: Brian Wilson és Alan Jardine

### Kislemezek
- "Friends"/"Little Bird" (Capitol 2160), 1968. április 8. US #47; UK #25
- A "Wake the World" a "Do It Again" kislemez B-oldalán szerepel (Capitol 2239), 1968. július 8.
  - A Friends jelenleg egy CD-n kapható a 20/20-vel, 1968-ban felvett, korábban kiadatlan bónuszdalokkal kiegészítve.
  - A Friends (Capitol ST-2895) a 126. helyig jutott az Amerikai Egyesült Államokban, 10 hetet töltött a listán. Angliában a 13. helyre került.

## Külső hivatkozások
- A Friends dalszövegei